# ルビージュネ
- ルビジュネ[1]
- ルビジネ[2]
- ルビズネ[3]
- ルベジノエ[4]

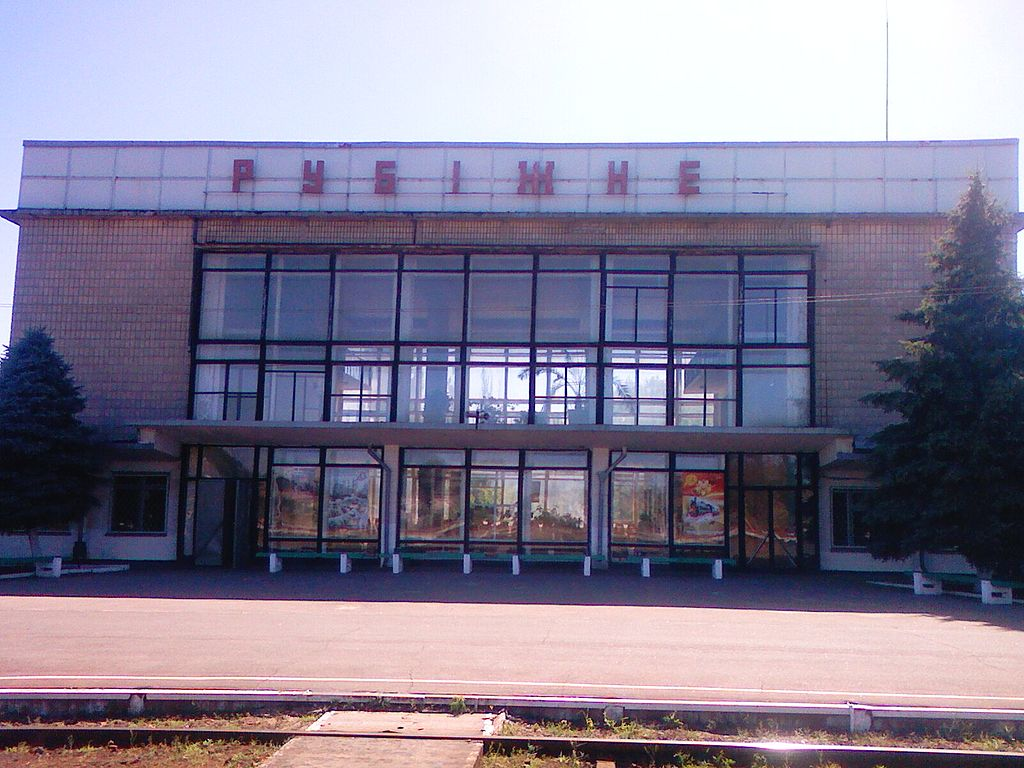
鉄道駅

ルビージュネ（ルベジノエ；ウクライナ語: Рубіжне, 発音 [rʊˈb⁽ʲ⁾iʒne] ( 音声ファイル), ルビージュネ；ロシア語: Рубежное ルビェージュナイェ）は、ウクライナ東部ルハーンシク州セヴェロドネツィク地区の都市である。ルハーンシク市の北西85kmの地点、ドネツ川沿いにある。2021年1月1日時点の推定人口は56 066人。

## 歴史
市は1904年に建設された鉄道駅から広がるように発展した。
地元新聞は1931年以来発刊を続けている。
第二次世界大戦中の1942年から1943年の間、ナチス・ドイツの占領者は「刑務所」を運営していた。
2014年4月中旬にドンバス戦争が勃発し、 親露派武装勢力がルハンシク州のルビズネを含むいくつかの町を占領した

。
2014年7月21日、ウクライナ軍はルビージュネを武装勢力から奪還した。
2022年ロシアのウクライナ侵攻の過程で、同年3月中にロシア軍に占領される。その後、ウクライナ軍が反転攻勢に出たが、同年末時点においてもロシア軍の支配下にあり、ルハンシク州の知事は「ロシア軍による占領で、市内はほぼ破壊され尽くされた」と述べた。

## 民族構成
2001年ウクライナ国勢調査による民族構成は以下の通りである。
- ウクライナ人  60.3%
- ロシア人  37.3%
- ベラルーシ人  0.7%

## 出身人物
- エメリヤーエンコ・ヒョードル - 総合格闘家